# Aristeguietia gayana
Asmachilca (Aristeguietia gayana) es una especie de arbusto que crece 1 m de altura. 

## Distribución y hábitat
Se halla en las estribaciones occidentales y valles interandinos  entre 3600-4000 m s. n. m., endémica de Perú.

## Propiedades
Se usa desde los tiempos Incaicos  para  tratar problemas del sistema respiratorio; como un cocimiento. Tiene acción expectorante y se trata asma.

## Taxonomía
Aristeguietia gayana fue descrita por (Wedd.) R.M.King & H.Rob. y publicado en Phytologia 30: 220. 1975.
Sinonimia
- Eupatorium gayanum Wedd.[2]